# Rogier van der Weyden

Coborârea lui Hristos de pe cruce de Rogier van der Weyden (c.1435), 220 x 262 cm Muzeul Prado, Madrid

Rogier van der Weyden (n. 1399/1400 – d. 18 iunie 1464, Bruxelles), a fost un pictor flamand, considerat unul dintre cei mai mari ai secolului al XV-lea, împreună cu Jan van Eyck, păstrează accente gotice, dar introduce un nou realism. Opera sa este bazată pe armonia dintre construcția ritmată a liniilor și emoția expresivă, sfântă. Realismul său îi inspiră personaje făcute din carne și oase, simple, patetice și mișcătoare.

## Date biografice
- Rogier de la Pasture, numit în flamandă R. van der Weyden (Tournai, cca 1400-Bruxelles, 1464), fără nici o operă semnată și datată, și-a început cariera în 1427 ca ucenic la Jan van Eyck și Robert Campin. Devine liber-profesionist în 1432 la Tournai. Primele opere, pictate între 1432 și 1434, reflectă influența maeștrilor săi: Sfântul Luca desenând-o pe Fecioară (Boston, M.F.A.), mica Madonă în picoare (Viena, K.M.) și Bunavestire (Paris, Luvru).
- În 1435 se instalează la Bruxelles, devine pictorul oficial al orașului în 1436, sun numele de van der Weyden, și își creează un atelier. Anul următor i se naște un fiu, Petrus, care va deveni pictor. Realizează numeroase capodopere: Coborârea de pe Cruce (1436, Madrid), Retablul Fecioarei, numit Miraflores (cca 1437, Grenada, Capela Regală; New York, M.M.); Tripticul Calvarului (cca 1440, Viena); Bărbat citind o scrisoare sau Sfântul Yves (1440, Londra, N.G.). Nicolas Rolin, cancelarul lui Filip cel Bun, îi comandă celebrul Poliptic al Judecății de Apoi pentru azilul din Beaune (cca 1445-1449). Compune dipticuri care, la fel ca în Laurent Froimont, asociază o Fecioară cu Pruncul (Caen) unui portret de donator (Froimont, Bruxelles).
- Prezent în Italia în 1450, la Roma și desigur la Ferrara, realizează Fecioara Medici (Frankfurt, Stadel) și Punerea în mormânt (Florența). Influența italiană se citește de asemenea în simplicitatea căutată a Tripticului Braque (cca 1450-1452, Paris, Luvru), spre deosebire de Retablul Bladelin (cca 1452, Berlin, M.E.K.), mai tributar tradiției nordice.
- Operele următoare relevă o reală complicare a compoziției: Tripticul Celor Șapte Taine (1452-1454, m. din Anvers), Retablul Sfântului Ioan (cca 1455, Berlin, M.E.K.). Pictorul îl imortalizează pe Ioan cel Bogat (?, Chicago, A.I.) și pe Isabela de Portugalia (?, Malibu, California).
- În ultimele realizări, Răstignirea, numită Marea Răstignire (după 1456, Madrid, Escorial), Dipticul Răstignirii (Philadephia, M.A.), Dipticul lui Filip de Groy (San Marino Hunington Library and A.G. și m. din Anvers), portretul lui Francesco d'Este (New York, M.M.) sau Bărbatul cu săgeata (Bruxelles, B.A.), van der Weyden impue inovații curajoase.

La sfârșitul vieții, revine la o artă gotică și grafică.
Arta lui Van der Weyden inspiră numeroși artiști europeni: pe italieni, sensibili la detaliile (naturaliste), și pe cei din Țările de Jos, Hugo van der Goes, Hans Memling, Petrus Christus, Dirk Bouts și Gerard David. A fost adesea imitat și copiat până în secolul al XVI-lea.

## Demers și caracteristici picturale
Rogier van der Weyden realizează scene religioase și portrete, pictate în ulei pe lemn, panouri unice, dipticuri sau polipticuri, de format mare sau mic; comenzile au venit din partea confreriilor (Louvain...), a comandanților religioși (episcopul de Tournai) sau privați (cancelarul Rolin, J. De Braque, P. Bladelin, Ferry de Clugny).
La Tournai, se inițiază în stilul gotic. Maeștrii săi, Robert Campin, poate Maestrul din Flemalle și Jan van Eyck îl formează în spiritul artei lor. Se stabilește la Bruxelles, apoi face o călătorie în Italia, la Roma și la Ferrara, orașe a căror artă are o slabă înrâurire asupra stilului său.
¤ La începuturi, van der Weyden preia din stilul gotic hieratismul, motivele sacre, fondul de aur, construcția oblică sau simetrică, întâlnite în câteva reliefuri tournaisiene din epocă. Viziunea profesorilor săi îl influențează: de la Campin asimilează modul de înțelegere a spațiului, de înlănțuire a formelor și vigoarea plastică; de la van Eyck reține eleganța materiei rafinate, obținută printr-o factură precisă. De la amândoi învață minuțiozitatea (naturalistă) a detaliilor.
¤ Mai târziu se eliberează de cele învățate: subiectul simplu sau elaborat, niciodată ocultat ca la van Eyck, se înscrie într-o compoziție echilibrată și complexă, în stil monumental sau intimist; masele se repartizează armonios în funcție de tentele reci sau calde; linia șerpuitoare și fluidă a corpurilor, drapajele se derulează în arabescuri străine lui Campin sau goticului. Van der Weyden introduce în arta sa un (realism) non-iluzionist, o solemnitate patetică; exprimarea durerii personajelor din carne și oase, unite prin raporturi strânse, atinge sensibilitatea spectatorului (Coborârea de pe cruce).
¤ La maturitate, intensitatea spirituală a personajelor se accentuează, dar în direcții opuse; construcțiile elaborate și ritmate pun în valoare contururile, armonia liniilor suple, atât ale personajelor, cât și ale vastelor vâlcele din fundal (Tripticul Calvarului); uneori însă, ajunge să suprime spațiul, să prefere expresia despuiată a unei abordări stilistice mai arhaice (Polipticul Judecății de Apoi).

## Un mare maestru
¤ Artist de renume european din secolul al XV-lea până în mijlocul celui de-al XVI-lea, van der Weyden este redescoperit în veacul XX.
¤ Modernizează stilul gotic și introduce emoția și expresivitatea personajelor.
¤ Aprofundează tema portretului bust tradițional pe un fundal de peisaje și introduce tema Pieta în Țările de Jos meridionale. Imaginează subiectul Bărbatului citind o scrisoare, reprezentat până la talie.
¤ Van der Weyden a înnoit și a dezvoltat o formulă de viitor: dipticul care asociază de o parte Fecioara și Pruncul, iar de cealaltă portretul donatorului, ambele bust.
¤ El învie și impune viziunea categorică de (stil): forma crispată, conturul nervos, inseparabile de expresia dramatică. Peisajul intră în rezonanță cu emoțiile.
¤ Artistul pune la punct o tehnică de lucru originală: pictează portretele pe pergament, apoi le aplică peste panoul de lemn (Tripticul Celor Șapte Taine).